# الجالية الفرنسية في بلجيكا
في بلجيكا، الجالية الفرنسية أو المجتمع الفرنسي (بالفرنسية: Communauté française)‏ (بالفرنسية: Communauté française)‏. 
تنطق بالفرنسية: [kɔmynote fʁɑ̃sɛːz]
) يشير إلى واحد من الثلاثة المكونة المجتمعات اللغوية الدستورية. منذ عام 2011، استخدمت الجماعة الفرنسية اسم اتحاد والونيا-بروكسل ((بالفرنسية: Fédération Wallonie-Bruxelles)‏)، وهو أمر مثير للجدل لأن اسمه في الدستور البلجيكي لم يتغير ولأنه يعتبر بيانًا سياسيًا. يشير اسم «الجماعة الفرنسية» إلى البلجيكيين الفرنكوفونيين، وليس إلى الفرنسيين المقيمين في بلجيكا. على هذا النحو، يُوصَف الجالية الفرنسية في بلجيكا أحيانًا باللغة الإنجليزية على أنها «مجتمع بلجيكا الناطق بالفرنسية» من أجل التوضيح. 
لدى الجماعة برلمانها وحكومتها وإدارتها. علمها الرسمي مطابق لعلم الوالون، وهو أيضًا العلم الرسمي لوالوني والونيا.
والونيا هي موطن 80 ٪ من جميع البلجيكيين الفرانكوفيين، والبقية 20 ٪ يقيمون في بروكسل، التي هي مقر برلمان الجالية الفرنسية.

## دين
في عام 2016، أعلن 63٪ من سكان بروكسل ووالونيا أنهم كاثوليك، و15٪ كانوا من الكاثوليك الممارسين، و 30٪ من الكاثوليك غير الممارسين، و23٪ من البروتستانت، و4٪ من المسلمين، و 2٪ من ديانات أخرى، و 26٪ كانوا من غير متدينين.
Religion in Brussels and Wallonia (2016)